# Borgo metropolitano di Stockport
Stockport è un borgo metropolitano della Grande Manchester, Inghilterra, Regno Unito, con sede nella località omonima.
Il distretto fu creato con il Local Government Act 1972, il 1º aprile 1974 dalla fusione del precedente county borough di Stockport con i distretti urbani di Bredbury and Romiley, Cheadle and Gatley, Hazel Grove e Bramhall and Marple.

## Località
- Adswood
- Bramhall, Bredbury, Brinnington
- Cale Green, Cheadle, Cheadle Hulme, Compstall
- Davenport
- Edgeley
- Four Heatons
- Hazel Grove, Heald Green, High Lane
- Marple, Mellor
- Offerton
- Reddish, Romiley
- Woodford, Woodley, Woodsmoor